# Euphorbia psammophila
Euphorbia psammophila är en törelväxtart som beskrevs av Ernst Heinrich Georg Ule. Euphorbia psammophila ingår i släktet törlar, och familjen törelväxter. Inga underarter finns listade i Catalogue of Life.

## Bildgalleri

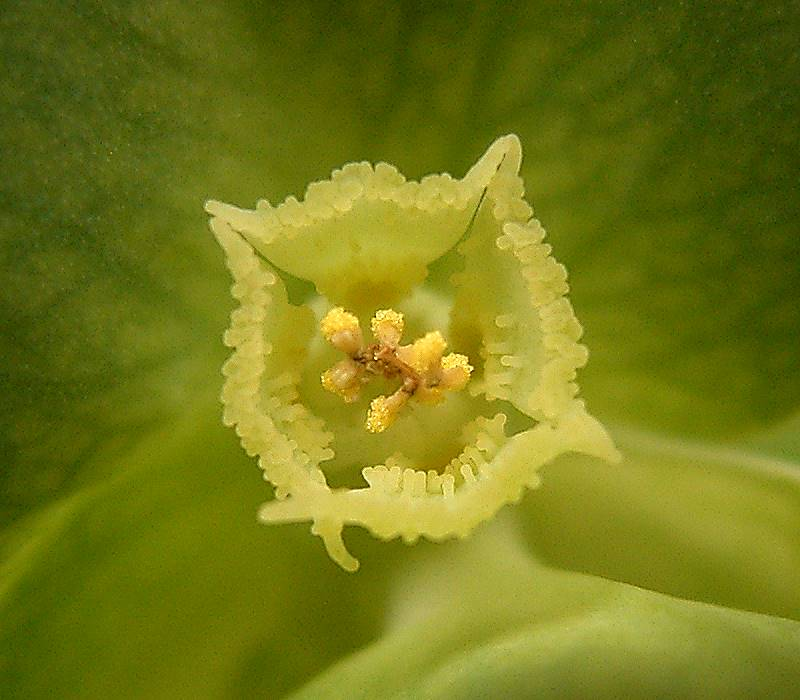